# Parafia św. Katarzyny Aleksandryjskiej w Krokowej
Parafia Świętej Katarzyny Aleksandryjskiej w Krokowej – rzymskokatolicka parafia należąca do archidiecezji gdańskiej, dekanatu żarnowieckiego. Jest jedną z 5 parafii leżących w obrębie gminy Krokowa, a jedną z 8 należących do dekanatu żarnowieckiego. Proboszczem parafii od lipca 2024 r. jest ksiądz Piotr Strzelczyk CR.

## Historia parafii
Pierwsze wzmianki o parafii w Krokowej, a właściwie o istniejącej tam świątyni, sięgają 1 czerwca 1300 r., kiedy biskup włocławski – Bartłomiej Parniewski zalecił wybudować kościół w Krokowej. W 1572 r. parafię przekształcono na parafię luterańską, a po 1608 roku na zbór kalwiński. Po 1817 roku funkcjonowała ona w ramach pruskiego Kościoła Unijnego.
W 1945 r. ewangelicy opuścili Krokowę, a przez następny rok kościół był plądrowany. W 1946 r. zawiązał się komitet zajmujący się restytucją parafii. 2 czerwca 1946 r. poświęcono kościół, nadając mu tytuł św. Katarzyny Aleksandryjskiej, a pierwszym duszpasterzem został ks. Jan Kreft, proboszcz z Żarnowca. Jesienią 1946 r. nowym proboszczem w Żarnowcu został ks. Władysław Kaszczyc, który również pełnił posługę duszpasterską w Krokowej. 15 października 1947 w Krokowej utworzono samodzielną parafię, której pierwszym proboszczem został ks. Władysław Kaszczyc. Potwierdził to Biskup Kazimierz Kowalski, Ordynariusz Diecezji Chełmińskiej, dekretem z 20 grudnia 1947 r., który wszedł w życie 1 stycznia 1948 r. 4 sierpnia 1948 powstała propozycja, aby parafię powierzyć księżom ze Zgromadzenia Zmartwychwstania Pańskiego. Jednak w tamtym czasie nie było to możliwe do zrealizowania. Sprawę objęcia parafii przez Zmartwychwstańców wznowiono w czerwcu 1949 r. 1 września 1949 roku ks. Władysław Piaskowski CR objął parafię. W 1951 roku ołtarz główny otrzymał obraz św. Katarzyny Aleksandryjskiej malarza Willy Sieberta oraz boczne obrazy namalowane przez tego samego artystę malarza: św. Piusa X i św. Wojciecha.

## Duszpasterze

### Administratorzy parafii w Krokowej[2]
- ks. Jan Kreft – proboszcz z Żarnowca, filia w Krokowej (1946)
- ks. Władysław Kaszczyc – proboszcz z Żarnowca, filia w Krokowej (1946-1947)

### Proboszczowie parafii w Krokowej[2]
- ks. Władysław Kaszczyc (15.10.1947 – 01.09.1949)
- ks. Władysław Piaskowski CR (01.09.1949 – 01.09.1960)
- ks. Józef Rozalczak CR (01.09.1960 – 23.12.1968)
- ks. Witold Hryniewicki CR (23.12.1968 – 15.08.1980)
- ks. Stanisław Landzwojczak CR (15.08.1980 – 01.09.1989)
- ks. Marek Kabsz CR (01.09.1989 – 27.08.1999)
- ks. Stanisław Pankiewicz CR (27.08.1999 – 31.07.2008)
- ks. Mariusz Kiniorski CR (01.08.2008 – 31.07.2020)
- ks. Sebastian Habowski CR (01.08.2020 – 30.06.2024)
- ks. Piotr Strzelczyk CR (01.07.2024- obecnie)

## Kościół parafialny
W centrum Krokowej znajduje się godny obejrzenia neogotycki, poewangelicki kościół parafialny. Pochodzi z połowy XIX wieku. Charakterystyczne są dwie wieże, sprawiające w pierwszej chwili wrażenie zamkowych baszt. Główną patronką krokowskiego kościoła jest św. Katarzyna Aleksandryjska, natomiast na bocznych obrazach widnieją: św. Pius X i św. Wojciech. Obecnie proboszczem krokowskiej parafii jest ks. Habowski CR. Odpust parafialny odbywa się w ostatnią niedzielę roku liturgicznego, w Uroczystość Chrystusa Króla (25 listopada, lub pierwsza niedziela po tej dacie). Krokowski kościół jest atrakcją turystyczną Gminy Krokowa. W kościele godne obejrzenia są podziemia, w których znajdują się szczątki członków rodu von Krockow. Również warto zobaczyć zabytkowe organy z wieloma piszczałkami różnej wielkości.

## Inwestycje kościelne
Głównymi inwestycjami parafialnymi w ostatnim czasie są: dobudowanie kruchty – przedsionka kościoła od strony zachodniej; zakupienie nowych krzeseł dla służby liturgicznej i koncelebransa/ów oraz tronu dla celebransa do prezbiterium; zakupienie miękkiego materiału na ławki dla wiernych (pokryto ten zakup w większej części z wolnych datków od parafian); dobudowanie kruchty - przedsionka do kaplicy na cmentarzu, zelektryzowanie dzwonu kościelnego i zakupienie nowych konfesjonałów. Najnowszą inwestycją był remont schodów przed głównym wejściem do kościoła.
W czerwcu 2016 r. parafia w Krokowej, wraz z innymi instytucjami w ramach partnerstwa z Gminą Krokowa, uzyskała dofinansowanie na generalny remont świątyni. Plan inwestycji został wstępnie zaplanowany na lata 2016–2018. W październiku 2017 r. rozpoczął się generalny remont kościoła.